# Jewgeni Alexandrowitsch Orlow
Jewgeni Alexandrowitsch Orlow (russisch Евгений Александрович Орлов; * 24. Oktober 1990 in Omsk, Russische SFSR) ist ein russischer Eishockeyspieler, der seit Mai 2017 beim HK Spartak Moskau in der Kontinentalen Hockey-Liga unter Vertrag steht und bei Chimik Woskressensk in der Wysschaja Hockey-Liga eingesetzt wird.

## Karriere
Jewgeni Orlow begann seine Karriere als Eishockeyspieler in seiner Heimatstadt in der Nachwuchsabteilung des HK Awangard Omsk, für dessen zweite Mannschaft er von 2006 bis 2009 in der drittklassigen Perwaja Liga aktiv war. Von 2009 bis 2012 spielte er für die Juniorenmannschaft Omskije Jastreby Omsk in der multinationalen Nachwuchsliga Molodjoschnaja Chokkeinaja Liga. In der Saison 2011/12 gewann er mit Omskije Jastreby den Charlamow-Pokal. Parallel zu seiner Zeit in der MHL lief der Angreifer für die Profimannschaft des HK Awangard Omsk in der Kontinentalen Hockey-Liga auf. Die Saison 2012/13 begann er erneut beim HK Awangard in der KHL sowie bei dessen Farmteam Sauralje Kurgan aus der zweitklassigen Wysschaja Hockey-Liga.
Im November 2012 tauschte der HK Awangard Orlow zusammen mit Alexei Kusnezow gegen Oleg Piganowitsch von Amur Chabarowsk, da das Management des Vereins auf der Suche nach einem spielstarken Verteidiger war. Bei Amur spielte Orlpow bis zum Ende der Saison 2014/15, ehe zwei Jahre folgten, die von häufigen Vereinswechseln geprägt waren. Zunächst spielte er für Metallurg Nowokusnezk, anschließend ab Dezember 2015 für den HK Jugra Chanty-Mansijsk, dann für Sewerstal Tscherepowez, Sokol Krasnojarsk und schließlich Saryarka Karaganda.

## Erfolge und Auszeichnungen
- 2012 Charlamow-Pokal-Gewinn mit Omskije Jastreby Omsk

## KHL-Statistik
(Stand: Ende der Saison 2013/14)